# Superprestige 1988-1989
Navigation
1987-1988 1989-1990
La 7e édition du Superprestige s'est déroulée entre les mois d'octobre 1988 et février 1989. Elle comprenait dix manches disputées par les élites. Le classement général a été remporté par Hennie Stamsnijder pour la quatrième fois.

## Hommes élites

### Résultats
| #  | Date         | Lieu                                       | Vainqueur          | Deuxième           | Troisième            | Leader du classement général |
| -- | ------------ | ------------------------------------------ | ------------------ | ------------------ | -------------------- | ---------------------------- |
| 1  | 1er octobre  | Zurich-Waid (Waidquer Zurich)              | Beat Breu          | Roger Honegger     | Dieter Runkel        | Beat Breu                    |
| 2  | 15 octobre   | Zarautz (Cyclo-cross de Zarautz)           | Frank van Bakel    | Paul De Brauwer    | Hennie Stamsnijder   |                              |
| 3  | 2 novembre   | Valkenswaard (Cyclo-cross de Valkenswaard) | Frank van Bakel    | Hennie Stamsnijder | Huub Kools           |                              |
| 4  | 15 novembre  | Rome (Cyclo-cross de Rome)                 | Petr Hric          | Paul De Brauwer    | Christian Hautekeete |                              |
| 5  | 1er décembre | Diegem (Cyclo-cross de Diegem)             | Roland Liboton     | Hennie Stamsnijder | Yvan Messelis        |                              |
| 6  | 10 décembre  | Overijse (Druivencross)                    | Danny De Bie       | Hennie Stamsnijder | Yvan Messelis        |                              |
| 7  | 20 décembre  | Oss (Cyclo-cross d'Oss)                    | Hennie Stamsnijder | Henk Baars         | Frank van Bakel      |                              |
| 8  | 10 janvier   | Gavere (Cyclo-cross d'Asper-Gavere)        | Danny De Bie       | Hennie Stamsnijder | Yvan Messelis        |                              |
| 9  | 1er février  | Wetzikon (GP Wetzikon)                     | Hennie Stamsnijder | Adrie van der Poel | Danny De Bie         |                              |
| 10 | 10 février   | Zillebeke (Cyclo-cross de Zillebeke)       | Hennie Stamsnijder | Paul De Brauwer    | Guy Van Dijck        | Hennie Stamsnijder           |

### Classement général
| Pos | Coureur              | Points |
| --- | -------------------- | ------ |
| 1   | Hennie Stamsnijder   |        |
| 2   | Paul De Brauwer      |        |
| 3   | Henk Baars           |        |
| 4   | Frank van Bakel      |        |
| 5   | Danny De Bie         |        |
| 6   | Huub Kools           |        |
| 7   | Yvan Messelis        |        |
| 8   | Christian Hautekeete |        |
| 9   | Martin Hendriks      |        |
| 10  | Roger Honegger       |        |